# Hans Hoffmann (SS)
Ne doit pas être confondu avec Hans Hofmann ou Hans Hoffmann.
Pour les articles homonymes, voir Hoffmann.
Hans Hoffmann (2 décembre 1919 - ?) est un SS-Rottenführer et membre du personnel du camp de concentration d'Auschwitz.

## Biographie
Né en Inde, Hoffmann était un ressortissant allemand avec la nationalité yougoslave. Ayant travaillé comme serrurier, Hoffmann est enrôlé dans l'armée yougoslave après l'invasion allemande, au cours duquel il est fait prisonnier. Cependant, il rejoint la SS le 21 octobre 1942 et est déployé à Auschwitz comme gardien. Plus tard, il est affecté au Politische Abteilung (la « Gestapo » d'Auschwitz) dans le camp principal. En octobre 1944, il est envoyé à Birkenau, où il travaille comme interrogateur.
Hoffmann fut jugé par le Tribunal national suprême au procès d'Auschwitz, à Cracovie, pour son rôle dans le camp, au cours duquel il fut condamné à 15 ans de prison. En raison d'une amnistie, il fut libéré le 14 juillet 1956.